# فرکد ریور (نیوجرسی)
فرکد ریور (به انگلیسی: Forked River) یک منطقهٔ مسکونی در ایالات متحده آمریکا است که در لیسی، نیوجرسی واقع شده‌است. فرکد ریور ۲۶٫۷۶۸ کیلومتر مربع مساحت و ۵٬۲۴۴ نفر جمعیت دارد و ۰ متر بالاتر از سطح دریا واقع شده‌است.